# Mountrath
Mountrath (iriska: Maighean Rátha) är en ort i republiken Irland.   Den ligger i grevskapet Laois och provinsen Leinster, i den centrala delen av landet, 90 km väster om huvudstaden Dublin. Mountrath ligger 100 meter över havet och antalet invånare är 1 661.
Terrängen runt Mountrath är platt åt sydost, men åt nordväst är den kuperad. Runt Mountrath är det glesbefolkat, med 18 invånare per kvadratkilometer. Närmaste större samhälle är Portlaoise, 12,2 km öster om Mountrath. Trakten runt Mountrath består i huvudsak av gräsmarker.